# Mesoleuca nigromarginata
Mesoleuca nigromarginata là một loài bướm đêm trong họ Geometridae.